# سیارک ۱۴۶۳
سیارک ۱۴۶۳ (به انگلیسی: 1463 Nordenmarkia، نامگذاری:1938CB) هزار و چهارصد و شصت و سومین سیارک کشف شده‌است که در ۶ فوریه ۱۹۳۸ کشف شد.
قدر مطلق سیارک برابر ۱۰٫۶۰ است.